# قصص ديك الغاب
قصص ديك الغاب (بالفرنسية:Contes de la bécasse) هي مجموعة قصص قصيرة لغي دو موباسان، نشرت عام 1883.

## تاريخ
في 20 مارس 1883، وقع غي دو موباسان مع ناشري روفير إي بلوند عقدا لتسع سنوات يضمن أول طباعة لألفي نسخة، يحصل المؤلف على 50 سنتيم للنسخة حتى ثلاث آلاف نسخة، ثم فرنك للنسخ التالية.
المجموعة لا تصل لثلاث آلاف صفحة، أضاف لها غي دو موباسان القصص القصيرة سانت-أنطوان (Saint-Antoine) و مغامرة والتر شناف (L'Aventure de Walter Schnaffs).

## القصص القصيرة
المجموعة مكونة من سبع عشرة قصة قصيرة التالية:
- ديك الغاب (1882) (La Bécasse)
- هذا الخنزير الخاص بموران (1882) (Ce cochon de Morin)
- المجنونة (1882) (La Folle)
- بييرو (1882) (Pierrot)
- مونوي (1882) (Menuet)
- الخوف (1882) (La Peur)
- مهزلة نورماند (1882) (Farce normande)
- الصنادل (1883) (Les Sabots)
- لا رومبايوز (1882) (La Rempailleuse)
- في البحر (1883) (En mer)
- نورماندي (1882) (Un Normand)
- العهد (1882) (Le Testament)
- في الحقول (1882) (Aux champs)
- ديك غنى (1882) (Un coq chanta)
- ابن (1882) (Un fils)
- القديس أنطوان (1883) (Saint-Antoine)
- مغامرة والتر شناف (1883) (L'Aventure de Walter Schnaffs)